# Parlatorium

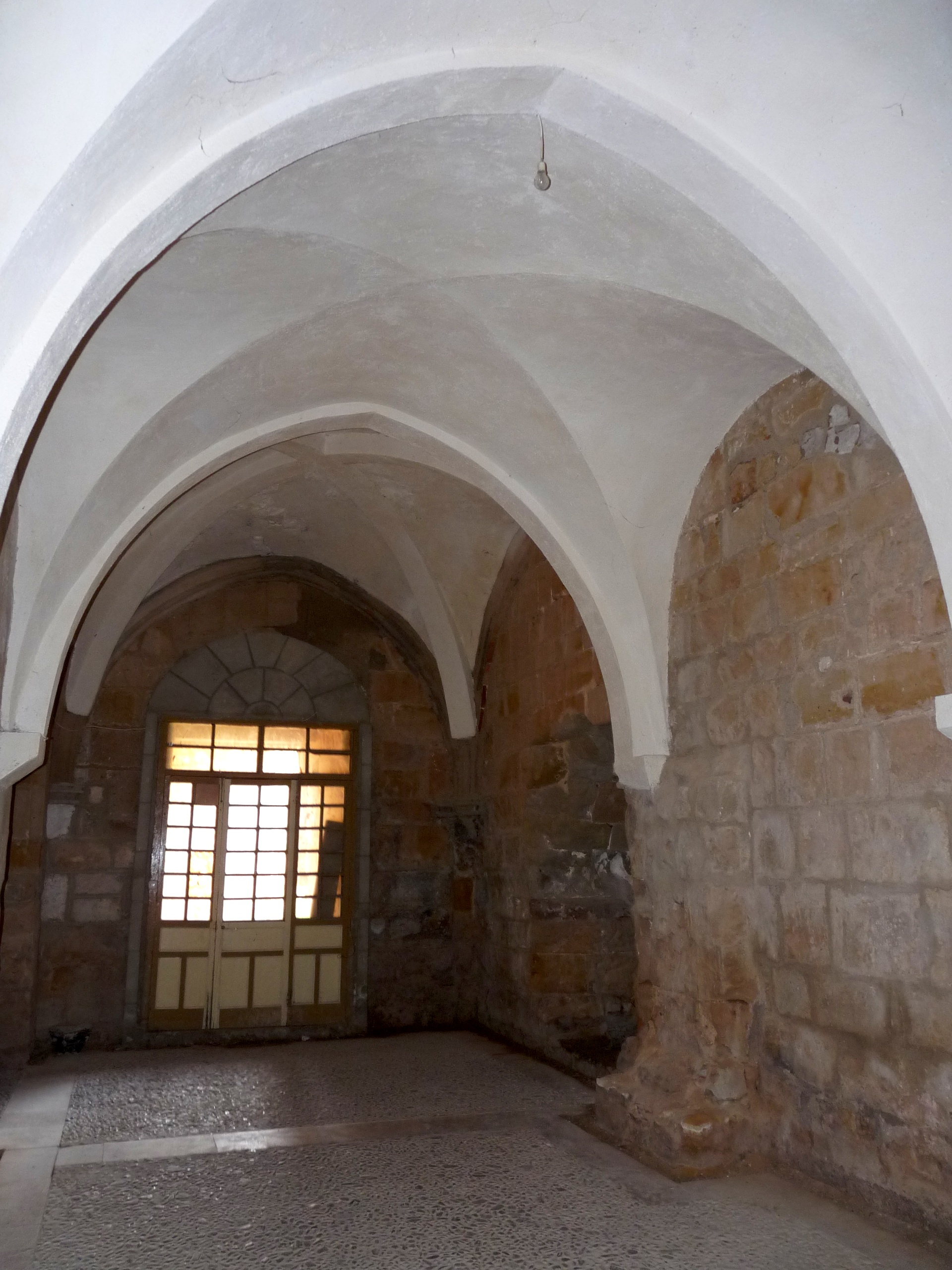
Parlatorium cisterciáckého kláštera Huerta ve Španělsku

Parlatorium neboli hovorna je prostor v klášteře určený k rozhovorům.
Parlatorium bylo v klášterní architektuře obvykle situováno do východního křídla konventu vedle kapitulní síně. Jeho vznik souvisel s požadavkem mlčenlivosti, který začal být uplatňován v celém klášterním areálu. Nejčastěji byla parlatoria využívána nadřízenými, kteří potřebovali vést s jednotlivými členy konventu rozsáhlejší rozhovory. Mnichům zde mohly být například podrobněji vysvětleny jejich nové úkoly nebo zde také mohli být mezi čtyřma očima pokáráni.
Zvláště v ženských klášterech mohla hovorna sloužit k setkáním a rozhovorům řeholnic s návštěvami, zejm. s jejich příbuznými.